# Kuke Kumbo
Kuke Kumbo (ou Kuke Kumbu) est un village du Cameroun situé dans le département de la Meme et la Région du Sud-Ouest. Il fait partie de la commune de Mbonge.

## Population
En 1968 on y a dénombré 12 habitants, principalement des Bamboko.
Lors du recensement national de 2005, la localité comptait 171 habitants.